# Azumbre
Azumbre je stará jednotka hmotnosti i objemu. Používána byla v zemích s vlivem španělštiny.
Převodní vztahy pro hmotnost:
- v Chile a Uruguayi 1 azumbre = 1,436 kg = 1/8 arroba chilena

Převodní vztahy pro objem:
- ve Španělsku, Ekvádoru, Guatemale, Kolumbii, Mexiku a Venezuele 1 azumbre = 2,016 l = 1/8 arroba mayor